# Ásbjarnar þáttr Selsbana
Ásbjarnar þáttr Selsbana es una historia corta islandesa (þáttr), escrita a finales del siglo XIV y conservada en el manuscrito Flateyjarbók (GKS 1005 fol.). La obra trata sobre la figura del vikingo Asbjørn Selsbane. Es un relato imparcial, que en la versión antigua no fragmentaria lleva una anotación del autor para el lector sobre la importancia de su historia en el contexto histórico durante el reinado de Olaf II el Santo. La obra se centra en los acontecimientos previos al asesinato de Asbjørn y la correspondiente explicación histórica de forma simplificada. Jón Þórðarson sumó este relato a su propia compilación de Óláfs saga helga, pues consideraba útil la presencia de pættir en las sagas; aunque en un principio la relevancia de la historia (ævintýr) no está clara, al final de la misma Jón Þórðarson hace hincapié que ensalza y glorifica la figura de Olaf II.